# 트랜스 글로벌 항공
트랜스 글로벌 항공(영어: TransGlobal Airways)은 필리핀의 화물 항공사로 총 7개 노선을 취항하고 있다. 본사는 필리핀 앙헬레스에 위치해 있으며 2005년에 설립했다. 또한 사용하고 있는 허브 공항으로 디오스다도 마카파갈 국제공항이 있다.

## 보유 기종
- 2012년 3월 기준으로 트랜스 글로벌 항공은 다음과 같은 기종을 보유하고 있으며[1] 평균 기령은 28년이다.[2]

## 운항 노선

### 필리핀
- 앙헬레스 - 디오스다도 마카파갈 국제공항 - 메인 허브
- 세부 - 막탄 세부 국제공항

### 중화인민공화국
- 샤먼 - 샤먼 가오치 국제공항
- 주하이 - 주하이 산자오 공항

### 중화민국
- 타이베이 - 타이완 타오위안 국제공항

### 아랍에미리트
- 푸자이라 - 푸자이라 국제공항

### 방글라데시
- 다카 - 샤잘랄 국제공항